# Eunica sydonia
Espèce
 Eunica sydonia est une  espèce de lépidoptères (papillons) de la famille des Nymphalidae et de la sous-famille des Biblidinae et du genre Eunica.

## Dénomination
Eunica sydonia a été décrite par le naturaliste français Jean-Baptiste Godart en 1824 sous le nom initial de Nymphalis sydonia.

### Noms vernaculaires
Eunica sydonia se nomme Godart's Purplewing en anglais et  Eunica sydonia caressa Plain Purplewing,.

### Sous-espèces
- Eunica sydonia sydonia présent au Venezuela, en Colombie, au Brésil, et au Surinam.
- Eunica sydonia caressa (Hewitson, 1857);  présent au Guatemala, en Colombie et au Pérou[1].

## Description
Eunica sydonia est un papillon au dessus des ailes chez le mâle marron à noir avec une large plage bleu vif à violet vif métallisé alors que chez la femelle le dessus des ailes est marron avec aux ailes antérieures des taches blanches formant une ligne séparant l'apex.
Le revers est de couleur ocre à violine plus ou moins foncé.

## Écologie et distribution
Eunica sydonia est présent au Mexique, à Panama, au Costa Rica, au Venezuela, au Guatemala, en Colombie, au Pérou, au Brésil, et au Surinam,.

### Biotope
Il réside dans la forêt humide.

### Protection
Pas de statut de protection particulier.